# Bahnhof Velbert-Langenberg
Der Bahnhof Velbert-Langenberg im Velberter Stadtteil Langenberg ist einer von vier Bahnhalten der Stadt. Er ist bahnbetrieblich der einzige Bahnhof, die anderen drei Stationen sind seit 2003 nur noch Haltepunkte. Er wird von der S9 der S-Bahn Rhein-Ruhr bedient und ist zudem neben Velbert-Neviges einer von 2 Regional-Express-Halten der Stadt.

## Geschichte
Zusammen mit der Bahnstrecke Wuppertal-Vohwinkel–Essen-Überruhr wurde der Bahnhof nördlich des Zentrums der damals eigenständigen Stadtgemeinde Langenberg am 1. Dezember 1847 von der Prinz-Wilhelm-Eisenbahn-Gesellschaft eröffnet.
Da Langenberg 1975 nach Velbert eingemeindet worden war, wurde der Name des Bahnhofs im Dezember 2003 von „Langenberg (Rheinl)“ in „Velbert-Langenberg“ geändert. Auf den aktuellen Bahnsteigschildern ist davon abweichend die Schreibweise "Velbert Langenberg" zu lesen, ohne den Bindestrich, obwohl Langenberg ein Stadtteil Velberts ist.
Im Jahr 1986 ersetzte die Deutsche Bundesbahn die zwei mechanischen Stellwerke Lf und Ln durch ein Relaisstellwerk, das die Bezeichnung Lf (Langenberg Fahrdienstleiter) erhielt. Seit 2004 wird dieses Stellwerk von Essen-Steele aus ferngesteuert.
Von den früher umfangreichen Gleisanlagen (u. a. mehrere Laderampen und Anschlussbahnen) blieb nach mehreren Rückbauten neben den beiden Streckengleisen ein Nebengleis nördlich der Bahnsteige erhalten, das heute beispielsweise von Zügen von und zur Hespertalbahn zum Wenden genutzt wird, da diese in Essen-Kupferdreh ausschließlich an das Streckengleis in Fahrtrichtung Wuppertal angeschlossen ist und die nächste Möglichkeit zum Wechsel auf das Streckengleis nach Norden in Langenberg besteht. Damit handelt es sich heute um den letzten verbliebenen Bahnhof zwischen Essen-Steele und Wuppertal-Vohwinkel, alle übrigen Stationen sind nur noch Haltepunkte oder Abzweigstellen.

### Empfangsgebäude

Bahnhof Langenberg (Rhld) Gesamtanlage um 1910

Bahnhof Langenberg (Rhld) Bahnseite

Das heutige große Empfangsgebäude wurde 1864 errichtet und diente ursprünglich auch als Hauptsitz der Prinz-Wilhelm-Eisenbahn-Gesellschaft. Es besteht im Gegensatz zu den früheren Bauten der Prinz-Wilhelm-Eisenbahn aus Feldbrandziegeln mit wenigen Sandsteinelementen und zeigt mit Fensterverdachungen und Zinnen Anklänge an den Tudorstil. Es befindet sich am südlichen Ende der Bahnsteige und erfüllt heute keine betriebliche Funktion mehr. Ein erster Umbau erfolgte im Jahr 1888, als vom Bahnhof Aprath her ein zweites Gleis bis Langenberg verlegt wurde. Nach dem Zweiten Weltkrieg wurden die historische Bahnsteigüberdachung beseitigt und die Fensterstürze im Erdgeschoss tiefer gezogen. Die Gleistrasse liegt heute im Verhältnis zum Gebäude höher als ursprünglich. 2016 kehrte man zum früheren roten Anstrich zurück, nachdem das Gebäude in den 1990er Jahren grün gestrichen worden war.
Da ein Fahrkartenautomat bereitstand, wurde zum 1. März 1991 der personenbediente Fahrausweisverkauf eingestellt. Am selben Tag erfolgte auch die Einstellung der Abfertigung für Expressgut und Gepäck. Die Passagiere wurden gemäß der amtlichen Bekanntmachung sodann zunächst an den Velberter Hbf und an den Haus-Gespäck-Service der Post verwiesen.

## Bedeutung

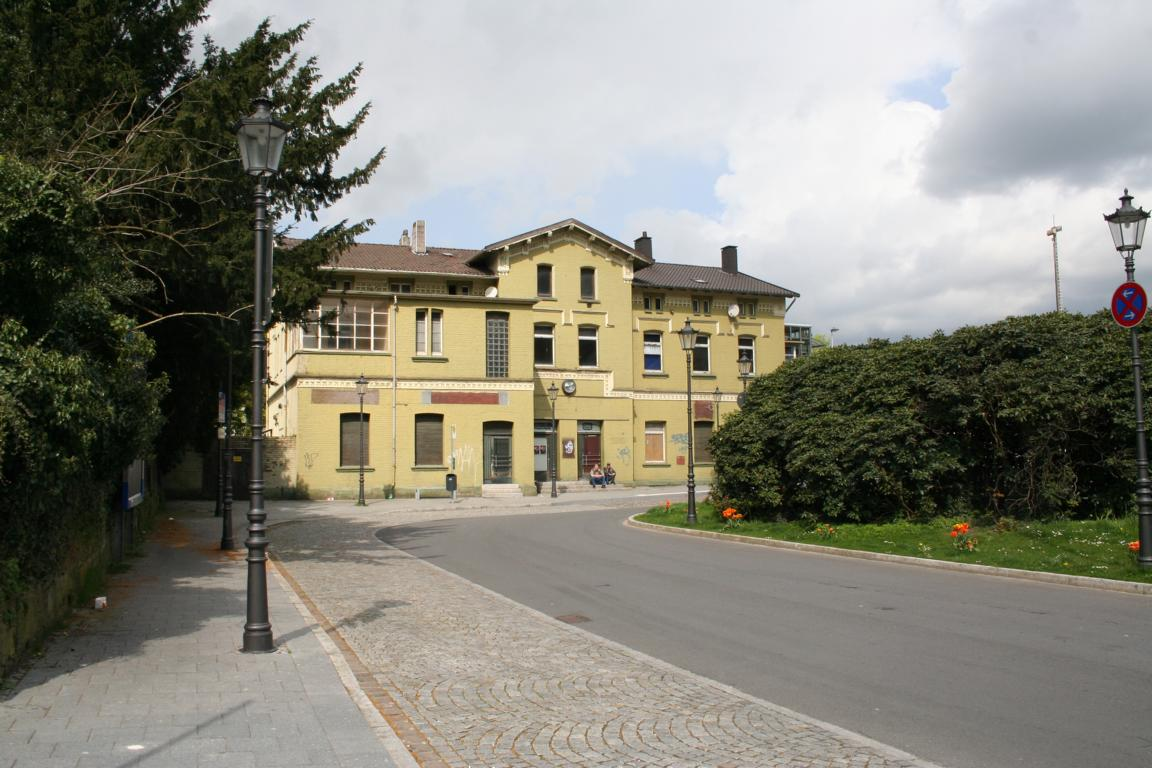
Empfangsgebäude (2008)

Seit der Stilllegung der Niederbergbahn und mit ihr der Bahnhöfe Velbert Hauptbahnhof und Velbert-Tönisheide ist der Bahnhof Langenberg neben dem Bahnhof Neviges der wichtigste Bahnhof Velberts. Seitens der Deutschen Bahn wird er als wesentlicher Halt in Velbert angegeben. Er bietet zugleich eine Kehrmöglichkeit für die Linien RE 49 und S 9 und damit den Ausgangspunkt für Schienenersatzverkehre. Für den Zubringerverkehr von Velbert Mitte zur S 9 war bis zum Fahrplanwechsel 2015 jedoch auch aus nördlicher Richtung der Bahnhof in Neviges wichtiger, da die Busverbindung dort mit der 649 im 20-Minuten-Takt attraktiver war als von Langenberg Bf mit der direkten OV6 im Stundentakt. Da die Linie OV6 seit dem Fahrplanwechsel 2015 auch im 20-Minuten-Takt verkehrt, besitzen die Bahnhöfe Langenberg und Neviges nun die gleiche Bedeutung für den Zubringerverkehr von Velbert-Mitte zur S 9.

## Lage und Bedienung

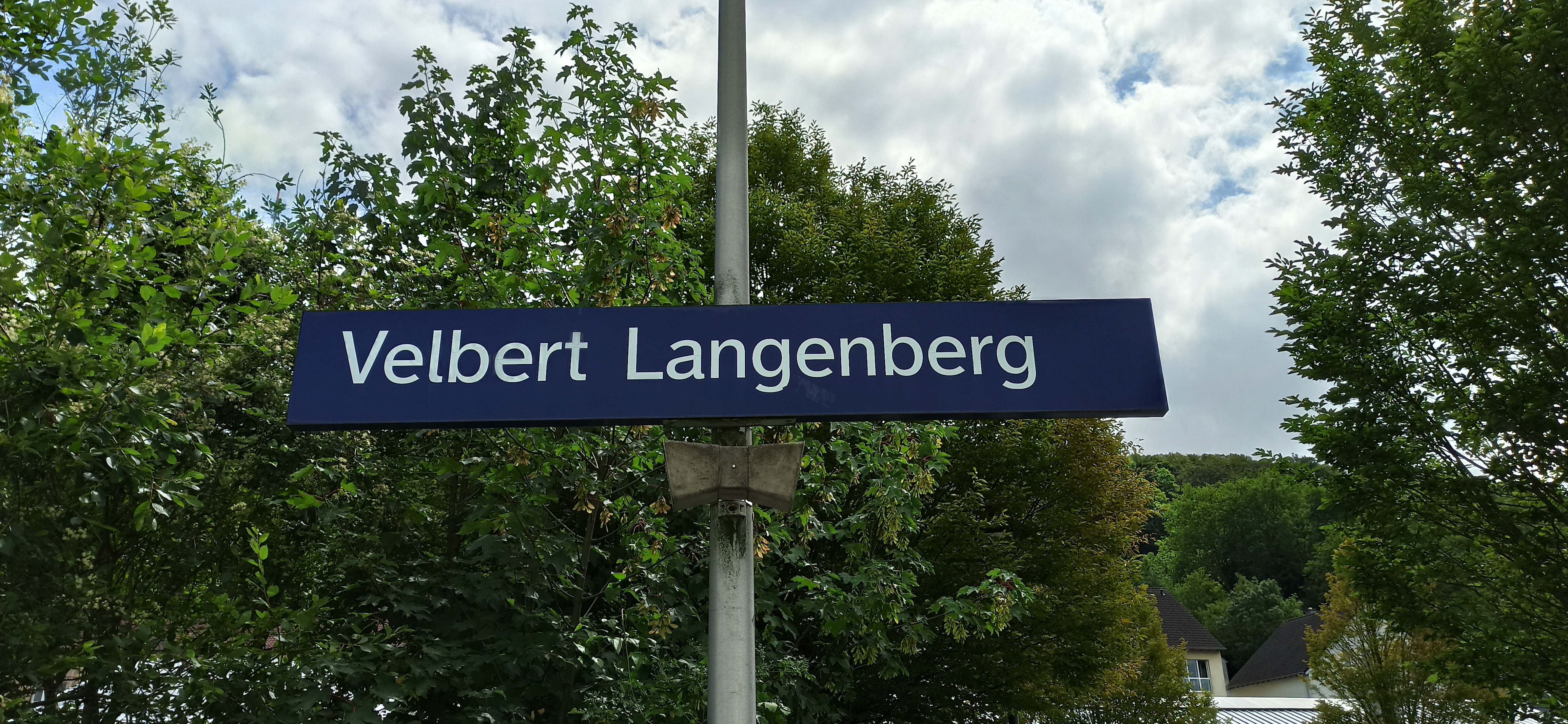
Bahnhofsschild

Der Bahnhof liegt an der Bahnstrecke Wuppertal-Vohwinkel–Essen-Überruhr bei km 18,5. Sie wird nur von der als Wupper-Lippe-Express bezeichneten Regional-Express-Linie RE 49 und der S-Bahn-Linie S 9 bedient, deren planmäßige Fahrtzeit von Langenberg etwa 18 Minuten (RE 49) bzw. 22 Minuten (S 9) zum Essener Hauptbahnhof und 20 Minuten (RE 49) bzw. 26 Minuten (S 9) zum Wuppertaler Hauptbahnhof beträgt. 
Die Züge der S 9 nach Wuppertal Hbf fahren stündlich weiter bis Hagen Hbf; in der Gegenrichtung über Essen Hbf und Bottrop Hbf nach Gladbeck West mit den beiden Linienästen nach Recklinghausen Hbf und Haltern am See. 
Der Bahnhof befindet sich am nördlichen Ende des Langenberger Ortskerns. Er ist Ausgangspunkt der zwei Ortsbuslinien OV 6 und OV 7 sowie der Bürgerbuslinien. Die Ortsbuslinien verbinden den Bahnhof Langenberg mit Velbert-Zentrum. Des Weiteren verkehren einige regionale Buslinien von Velbert-Langenberg nach Nierenhof, Neviges, Hattingen, Wuppertal-Elberfeld und Wuppertal-Barmen.

## Schienenverkehr
| Linie | Verlauf | Takt                                                                       |
| ----- | --- | -------------------------------------------------------------------------- |
| RE 49 | Wupper-Lippe-Express: Wesel – Friedrichsfeld (Niederrhein) – Voerde (Niederrhein) – Dinslaken – Oberhausen-Holten – Oberhausen-Sterkrade – Oberhausen Hbf – Mülheim (Ruhr)-Styrum – Mülheim (Ruhr) Hbf – Essen West – Essen Hbf – Essen-Steele – Essen-Kupferdreh – Velbert-Langenberg – Velbert-Neviges – Wuppertal-Vohwinkel – Wuppertal Hbf Stand: Fahrplanwechsel Dezember 2021 | 60 min (wochentags)                                                        |
| S 9   | Linienweg 1: Haltern am See – Marl-Hamm – Marl Mitte – GE-Hassel – GE-Buer Nord – Linienweg 2: Recklinghausen Hbf – Herten (Westf) – Hauptlinienweg: Gladbeck West – Bottrop-Boy – Bottrop Hbf – E-Dellwig Ost – E-Gerschede – E-Borbeck – E-Borbeck Süd – Essen West – Essen Hbf – E-Steele – E-Überruhr – E-Holthausen – E-Kupferdreh – Velbert-Nierenhof – Velbert-Langenberg – Velbert-Neviges – Velbert-Rosenhügel – Wülfrath-Aprath – W-Vohwinkel – W-Sonnborn – W-Zoologischer Garten – W-Steinbeck – Wuppertal Hbf – W-Unterbarmen – W-Barmen – W-Oberbarmen – W-Langerfeld – Schwelm West – Schwelm – Gevelsberg West – Gevelsberg-Kipp – Gevelsberg Hbf – Gevelsberg-Knapp – HA-Westerbauer – HA-Heubing – HA-Wehringhausen – Hagen Hbf Stand: Fahrplanwechsel Dezember 2023 | 60 min (je Linienast) 30 min (Gladbeck–Wuppertal) 60 min (Wuppertal–Hagen) |

## Buslinien

### Ortsbus Velbert
Der Bahnhof Velbert-Langenberg wird durch zwei Linien des Ortsbus Velbert bedient, die ihn über zwei verschiedene Wege mit Velbert-Mitte verbinden.
| Linie | Linienverlauf | Takt   | Fahrzeit zwischen Velbert-Langenberg Bf. und Velbert ZOB |
| ----- | --- | ------ | -------------------------------------------------------- |
| OV 6  | Velbert-Langenberg Bf. – Diakonissenhaus – Velbert ZOB                                                                                      | 20 min | 21 min                                                   |
| OV 7  | Velbert-Langenberg Bf. – Fachklinikum Langenberg – Frohnberg – Gewerbegebiet Röbbeck – Velbert ZOB – Velbert-Losenburg, Klinikum Niederberg | 60 min | 34 min                                                   |
| 1.    | |        |                                                          |

### Regionale Buslinien
Am Bahnhof Langenberg halten außerdem zwei regionale Buslinien, die den Bahnhof mit Velbert-Neviges sowie den benachbarten Städten Hattingen und Wuppertal verbinden.
| Linie | Linienverlauf | Takt      |
| ----- | --- | --------- |
| 637   | Velbert-Nierenhof Busbahnhof – Velbert-Frohnstraße/Bahnhof – Velbert-Langenberg Bf. – Wuppertal-Dönberg – Wuppertal-Barmen, Alter Markt – Wuppertal-Barmen Bf.                                       | 60 min    |
| 647   | Hattingen Mitte – Velbert-Nierenhof Busbahnhof/Bf. – Velbert-Langenberg Bf. – Velbert-Neviges Markt/Bf. – Velbert-Neviges, Rosenhügel Bf. – Wuppertal-Katernberg – Robert-Daum-Platz – Wuppertal Hbf | 20/40 min |